# Kölner Philharmonie

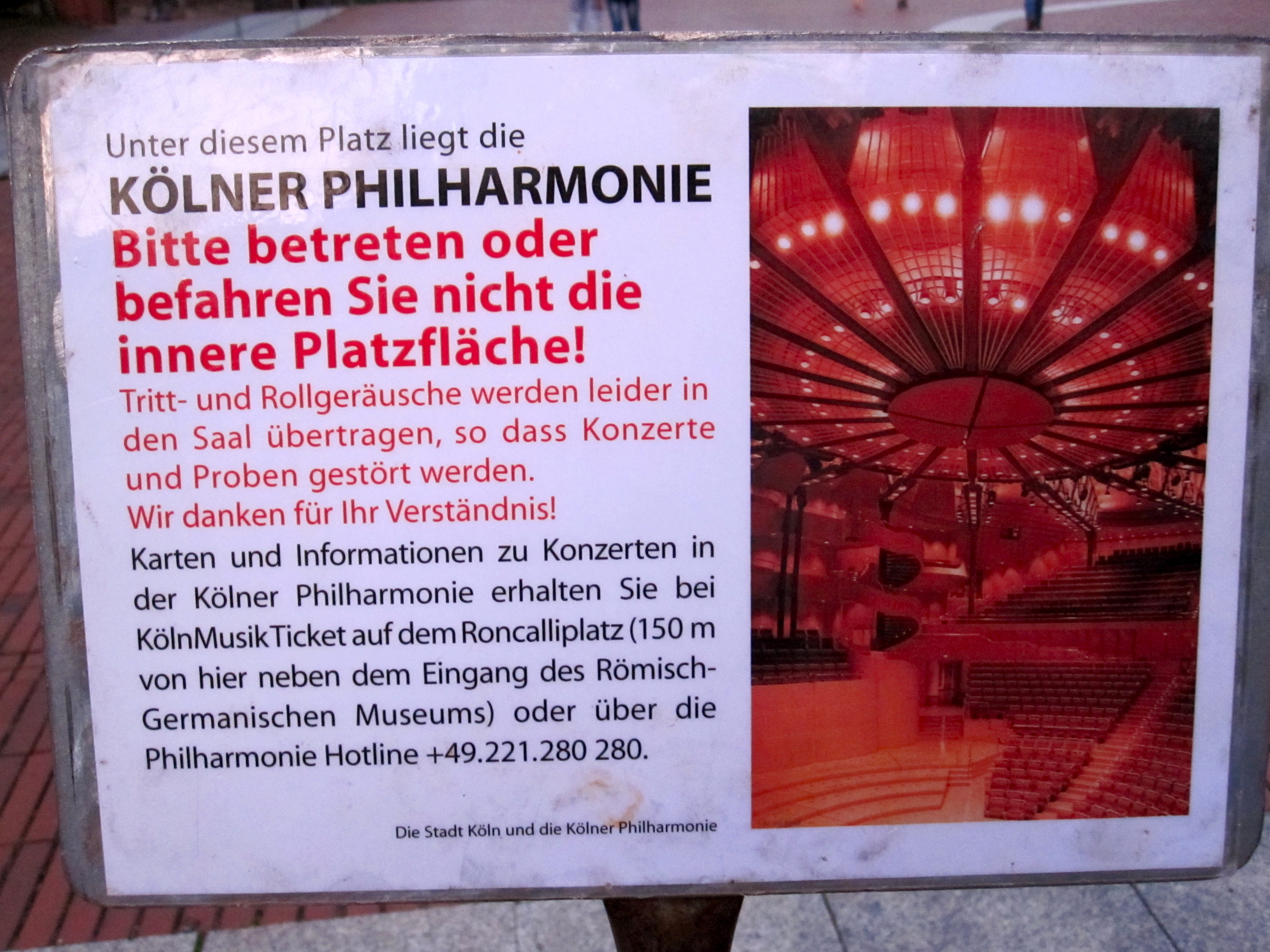
Sign at the Heinrich-Böll-Town square

La Kölner Philharmonie è una sala per concerti sinfonica situata a Colonia, in Germania. Fa parte del complesso architettonico del Museo Ludwig ed è stata inaugurata nel 1986. La Kölner Philharmonie si trova vicino al Duomo di Colonia e alla Stazione Centrale di Colonia. Il complesso è stato progettato dagli architetti Busmann & Haberer negli anni '80.

## L'edificio

### La sala da concerto
La sala da concerto è stata realizzata come un anfiteatro, per ottenere una perfetta acustica dell'ambiente. Quindi non ci sono muri che sono in parallelo tra loro, per non produrre eco. La dimensione e l'arte dell'imbottitura dei sedili è stata scelta in modo tale che l'acustica è costante, indipendentemente dal fatto che il sedile sia utilizzato da una persona o meno.
La sala non ha colonne e ha posto per 2.000 persone. Le dimensioni della sala danno alcuni problemi: la sala si trova sotto la piazza pubblica Heinrich-Böll. Nella sala si possono sentire i rumori del passaggio di persone con tacchi a spillo o del rotolamento delle rotelle di skateboard e carrelli. Per questo motivo la piazza della città è chiusa durante gli spettacoli.

### L'organo a canne
Nel progetto originale della sala non era previsto alcun organo a canne. Più tardi la società di costruzione di organi per strumenti musicali Klais Orgelbau di Bonn, Germania, ottenne il contratto per costruire un organo. Lo strumento originale fu terminato nel 1986. Aveva tre tastiere, 70 registri e 5.394 canne complessivamente. Dopo la riprogettazione nel 2009 e nel 2010 lo strumento ha 67 registri.

## Concerti
All'apertura del 14 settembre 1986 fu eseguita la Sinfonia renana di Robert Schumann. Ogni anno vengono eseguiti circa 400 concerti con circa 600.000 visitatori. La Kölner Philharmonie è la sede della Gürzenich Orchester Köln e della WDR Sinfonieorchester Köln.

## Tunnel Nord-Sud della metropolitana leggera
Attualmente il tunnel Nord-Sud della metropolitana di Colonia è in costruzione. Il tunnel è 2 metri sotto la sala da concerto. Nel 2009 furono effettuati i primi test acustici. Secondo l'intendente Louwrens Langevoort questi test non sono stati eseguiti bene.